# Орей
Орей (на френски: Oreye) е селище в Югоизточна Белгия, окръг Уарем на провинция Лиеж. Населението му е около 3500 души (2006).